# Leonard van Veldhoven
Leonard (Leonardus Theodorus Agatha) van Veldhoven (Den Haag, 7 juli 1947) is een Nederlands architect, ondernemer en schrijver. Sinds 1989 is hij woonachtig buiten Nederland, vanaf 2005 in het boeken- en kunstenaarsdorp Montolieu, niet ver van het Zuid-Franse Carcassonne.

## Levensloop

##### Algemeen
Leonards vader, Leonardus Cornelis Engelbertus (Leo) van Veldhoven (1910-1989), was de zoon van een tuinder, wiens tuinderij de crisisjaren niet overleefde. Als oudste van de (uiteindelijk) 12 kinderen moest hij direct na de lagere school al aan het werk. Leonards moeder was de uit Limburg afkomstige Theodora Antonetta (Dora) Cremers (1916-2014). Ze trouwden in 1942 en kort na de oorlog verhuisden ze van het Westland naar Den Haag.
Leonard groeide op in een streng katholiek gezin met vijf kinderen (4 jongens en één meisje), waarvan hij de vierde was. Voorjaar 1953 raakte hij door polio goeddeels verlamd. Na vele maanden ziekenhuis volgde een jaar medisch kleuterdagverblijf om volledig te kunnen herstellen. Na de HTS (bouwkunde in Den Haag) en een jaar Opleiding Hoger Personeel PTT (Ockenrode/Voorlinden, nabij Den Haag) ging hij architectuur studeren aan de Academie van Bouwkunst in Rotterdam.

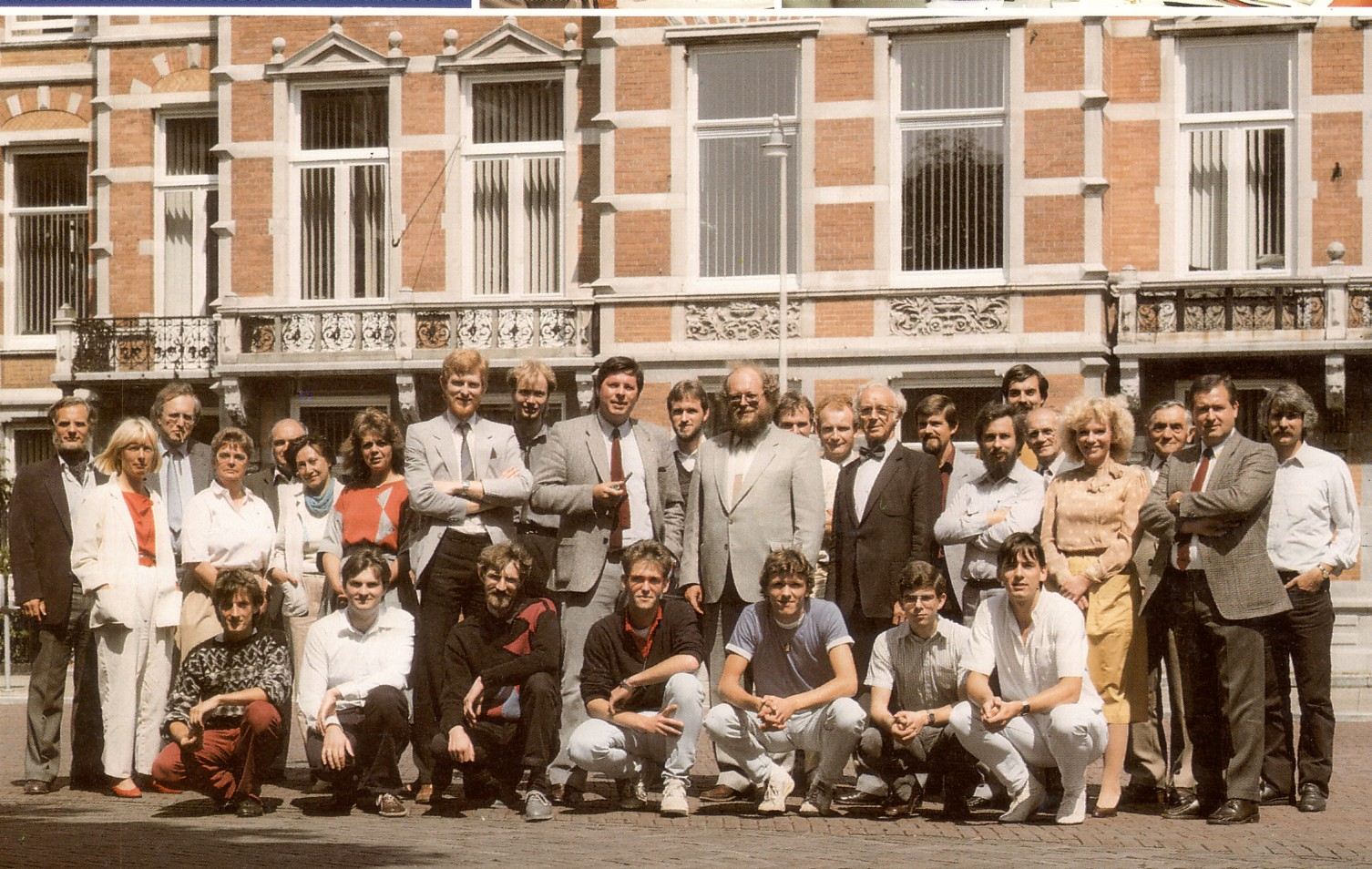
Architectenbureau VVP-1984 Den Haag, Sweelinckplein

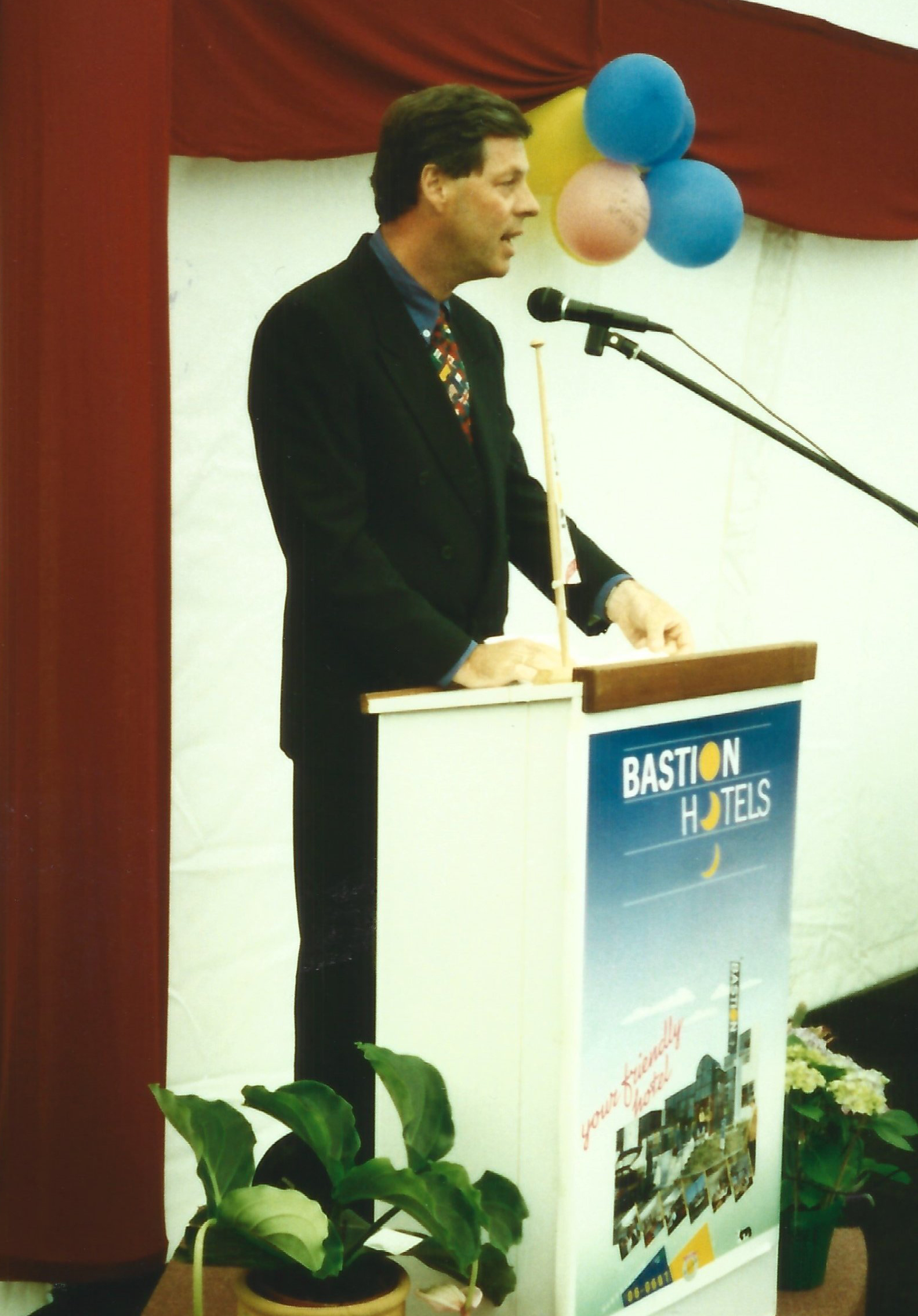
Leonard van Veldhoven: opening Bastion Hotel-24 in Almere-1993.

##### Architect
In 1975 rondde hij zijn studie af en vestigde zich in 1976 als zelfstandig architect in Den Haag. De eerste jaren als Mehrtens & Van Veldhoven Architecten (MVV) in een maatschap met architect Jan Mehrtens. Vanaf 1982 als Van Veldhoven Partners BV (VVP). 
In de jaren tachtig groeide VVP uit tot een van de grotere bureaus van Nederland, verantwoordelijk voor een veelheid aan projecten en ontwikkelingen in binnen- en buitenland. In 2019 en 2023 werd een aantal projecten van MVV en VVP opgenomen in uitgaven van de gemeente Den Haag (zie bronnen 1 en 2)

##### Hotelier
In 1985 ontwikkelde hij een nieuw middenklasse hotel-concept en het jaar erop opende hij zijn eerste hotel. Onder zijn leiding groeide Bastion Hotels binnen tien jaar uit tot een keten van 32 hotels.

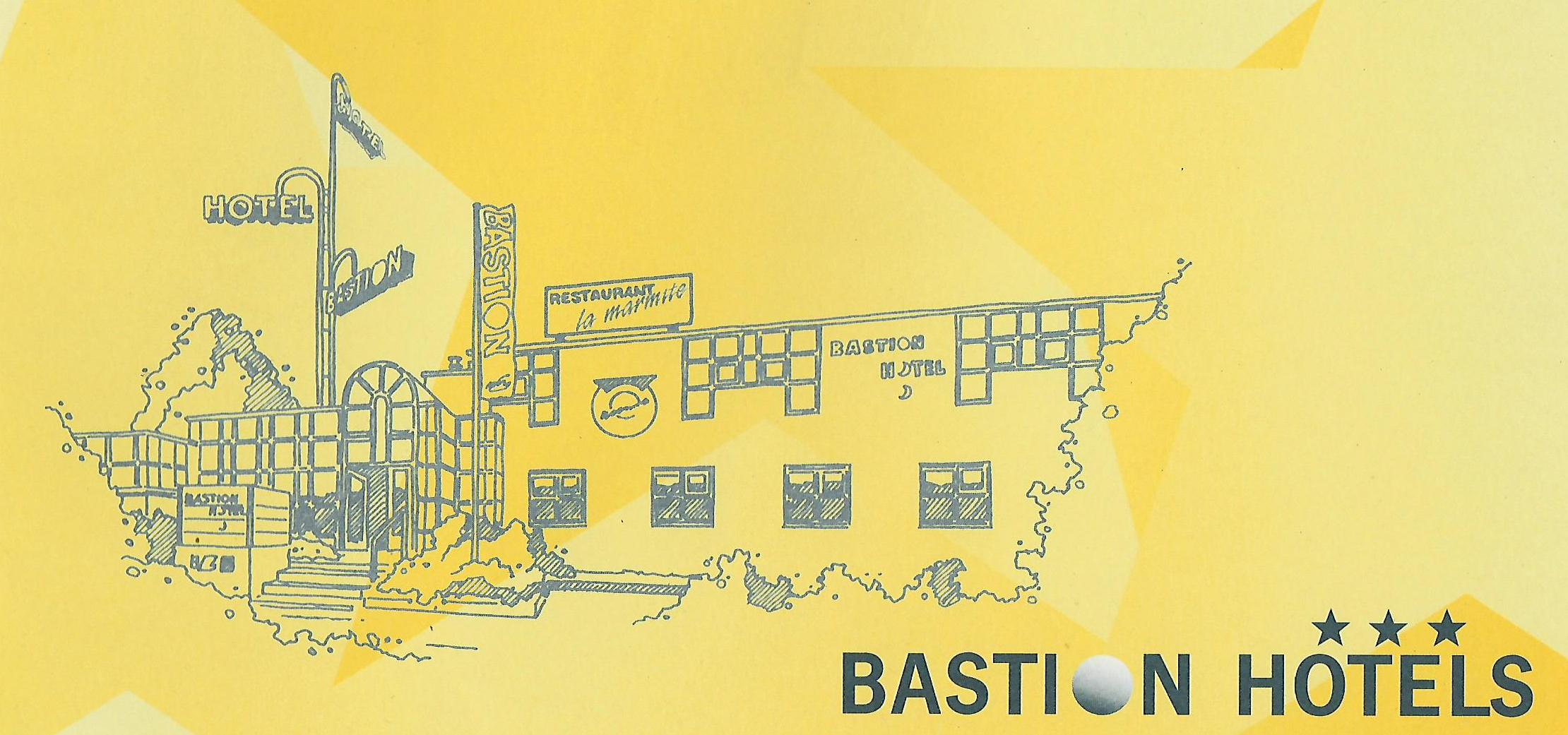
Bastion Hotels

#### Prijs
In april 1991 werd hem voor zijn onderscheidende bijdrage met de Bastion Hotelketen aan de economische ontwikkeling door de Europese Gemeenschap en het Ministerie van Economische Zaken de Award of Excellence 1990 uitgereikt. 

#### Reiziger en schrijver
In 1995 besloot hij zijn zakelijk leven achter zich te laten, om gehoor te geven aan zijn grote droom: reizen en schrijven.
Van 1996 tot 1999 reisde hij langere tijd door Noord-, Midden- en Zuid-Amerika. In 2000 vertrok hij, samen met zijn vrouw, met een zeilboot uit Nederland. Een eigentijdse Odyssee voerde hen langs Atlantische kusten, rond de Middellandse en de Zwarte Zee. Al deze omzwervingen resulteerden in twee series reisvertellingen: De reis van een man alleen (de reis) en Het scheepsjournaal van de Existence (scheepsjournaal). Tussentijds schreef hij de roman de Witte Hemel.
Als student, op vakantie in Frankrijk, kocht hij zijn eerste comtoise-klok. In later jaren, tijdens frequente bezoeken aan de Haut-Jura, de geboortestreek van dit legendarische uurwerk, vroeg hij zich telkens af: Hoe ontstond dit uurwerk, en waarom juist hier? Jaren onderzoek leidde tot het standaardwerk MAYET MORBIER COMTOISE (in vier talen). Eveneens publiceerde hij het viertalige woordenboek Comtoise-Morbier.
In 2005 vestigde het echtpaar zich in het Zuid-Franse Montolieu. Door zijn passie voor klokken en de liefde voor het dorp dat hen zo warm onthaalde verdiepte hij zich in de geschiedenis van Montolieu en de klokkenmakers die er woonden en werkten. Zo ontstond MONTOLIEU, son histoire et ses horlogers.

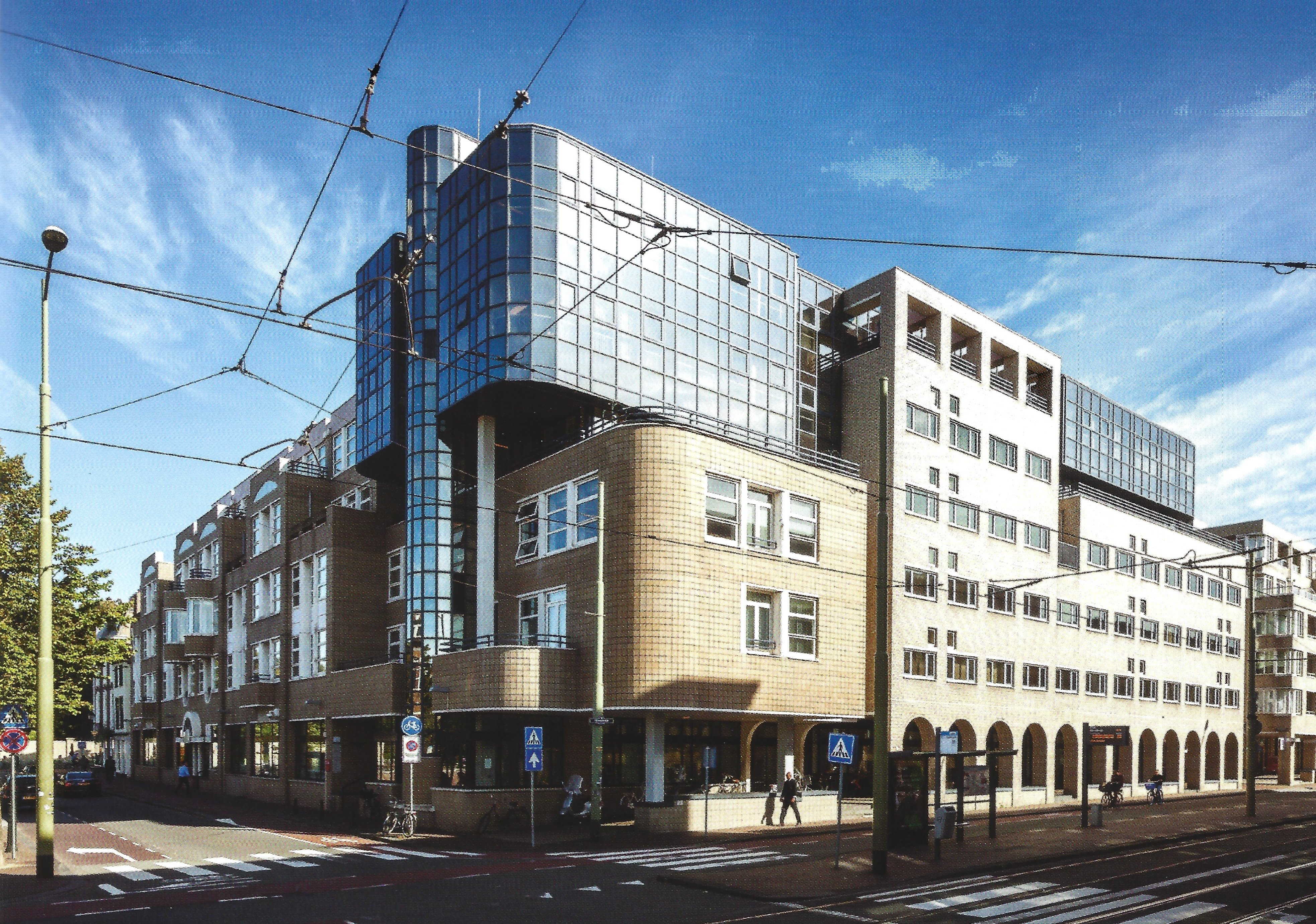
VVP-architecten: project Noordwal-Torenstraat Den Haag

Tijdens het onderzoek voor dit boek stuitte hij op een schat aan informatie over een familie van klokkenmakers die drie generaties lang in Montolieu gewoond en gewerkt heeft. Dit werd: Een doos vol heugenis, Kroniek van een Franse familie in roerige tijden: 1835-1964

## Bibliografie

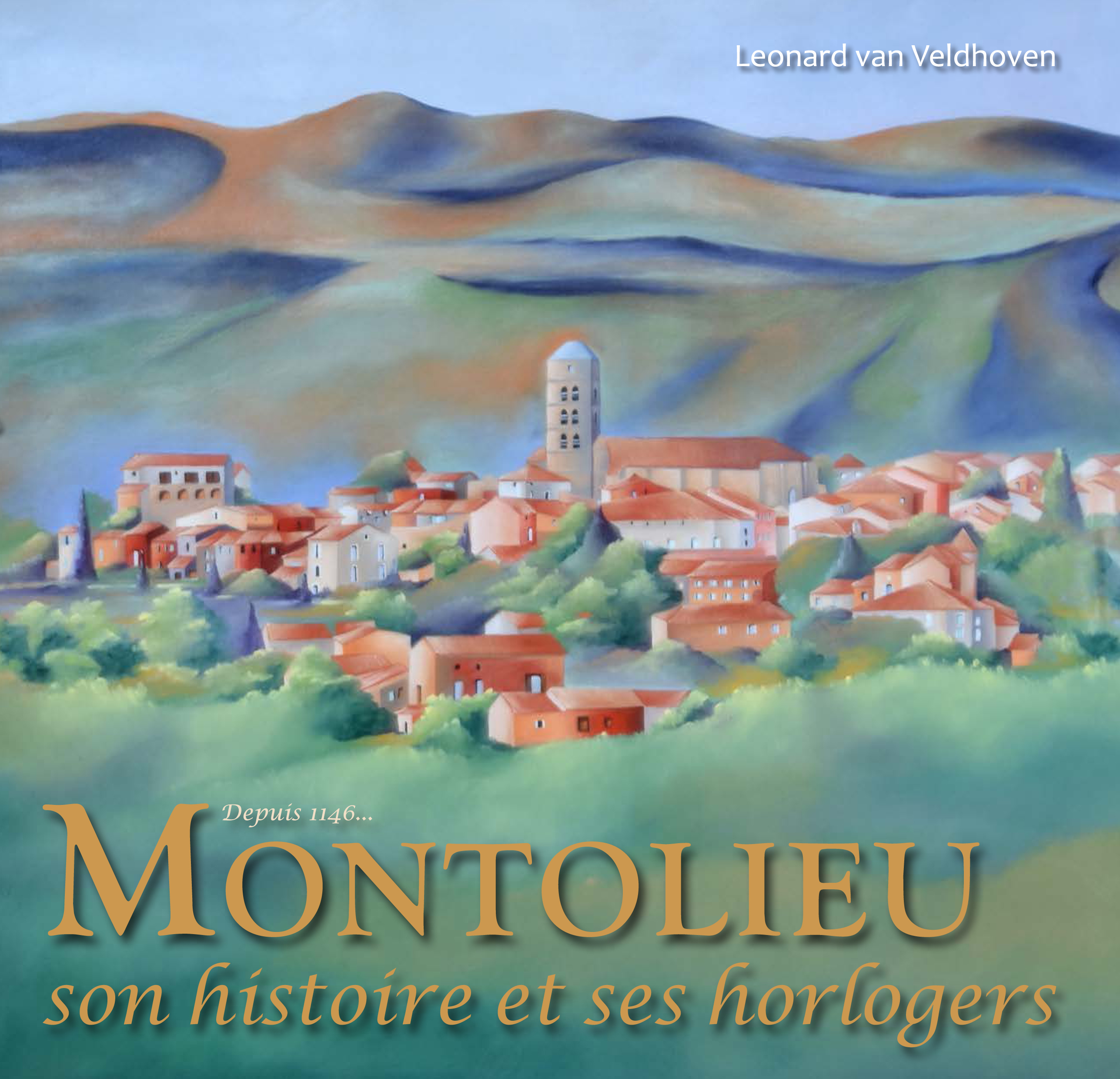
2019: boek Montolieu